# Mozart Janot Júnior
Mozart Janot Júnior (* 1922 in Japuíba, Cachoeiras de Macacu, Rio de Janeiro (Bundesstaat); † 28. Dezember 1992) war ein brasilianischer Diplomat.

## Leben
Mozart Janot Júnior war der Sohn von Mozart Janot, welcher 1941 Bürgermeister im Bundesstaat Rio de Janeiro war. Er studierte 1943 Rechtswissenschaft am Colégio Masculino do Instituto La-Fayette sowie Geschichte der Geisteswissenschaften und Einführung in die Philosophie an der Universidade Federal do Rio de Janeiro.
Ab 1944 war er Redakteur und Übersetzer für die British Broadcasting Corporation und wurde anschließend als Redakteur im Bildungsministerium beschäftigt. Im Jahr 1952 trat er in den auswärtigen Dienst ein, wo er von 1963 bis zum 27. August mit Geschäftssitz in Beirut als Geschäftsträger in Damaskus eingesetzt wurde und das Katharinenkloster (Sinai) besuchte. 1971 wurde Janot in den Ruhestand versetzt.
| Vorgänger                | Amt                                                             | Nachfolger                       |
| ------------------------ | --------------------------------------------------------------- | -------------------------------- |
| Nestor Souto de Oliveira | brasilianischer Geschäftsträger in Damaskus 1963 bis 27. August | Murillo de Miranda Bastos Júnior |